# Fireflies in the Garden
Fireflies in the Garden är en amerikansk långfilm från 2008 i regi av Dennis Lee, med Ryan Reynolds, Willem Dafoe, Emily Watson och Carrie-Anne Moss i rollerna.

## Handling
Michael har haft en jobbig barndom väldigt höga krav från fadern. Nu är han en framgångsrik författare och har precis skrivit klart en bok om sin uppväxt. När hans mor omkommer i en tragisk olycka återupptas familjens gräl och nya hemligheter kommer fram.

## Rollista
| Ryan Reynolds     | – Michael Taylor      |
| Willem Dafoe      | – Charles Taylor      |
| Emily Watson      | – Jane Lawrence       |
| Carrie-Anne Moss  | – Kelly Hanson        |
| Julia Roberts     | – Lisa Taylor         |
| Ioan Gruffudd     | – Addison Wesley      |
| Hayden Panettiere | – Young Jane Lawrence |
| Shannon Lucio     | – Ryne                |
| Cayden Boyd       | – Unge Michael        |